# Marcel L’Herbier
Marcel L’Herbier (* 23. April 1888 in Paris; † 26. November 1979 ebenda) war ein französischer Filmregisseur, Autor, Drehbuchautor und Filmproduzent. Er war der Gründer und erste Präsident des Institut des hautes études cinématographiques.

## Leben
Marcel L’Herbier besuchte das Collège Stanislas in Paris und studierte später Recht an der Universität Paris. Danach war er als Autor von Schauspielen, Gedichten und Essays tätig. Während des Ersten Weltkriegs war er drei Jahre im Hilfsdienst tätig; 1917/18 diente er dann in der Filmabteilung der französischen Armee und führte zwei Filmregien.
Nach dem Krieg blieb er dieser Tätigkeit treu. 1919 bis 1922 drehte er einige Filme für Gaumont Série Pax, darunter L’Homme du large (1920) und El Dorado (1921). Spätestens mit den danach in seiner eigenen Filmgesellschaft Cinégraphic produzierten Filmen Résurrection und insbesondere L’Inhumaine galt er als einer der wichtigsten Vertreter der Avantgarde des französischen Films. 1926 verfilmte er den Roman Die Wandlungen des Mattia Pascal von Luigi Pirandello mit Iwan Mosschuchin in der Hauptrolle. Marcel L’Herbiers opus magnum wurde der mehr als dreistündige Film Das Geld aus dem Jahr 1928, eine Verfilmung des gleichnamigen Émile-Zola-Romans. In dieser deutsch-französischen Koproduktion übernahmen Brigitte Helm, Marie Glory, Yvette Guilbert, Pierre Alcover und Alfred Abel die Hauptrollen. In L’Herbiers Filmgesellschaft waren unter anderem Alberto Cavalcanti und Claude Autant-Lara als Szenenbildner tätig und sammelten Erfahrung für ihre späteren eigenen Regietätigkeiten.

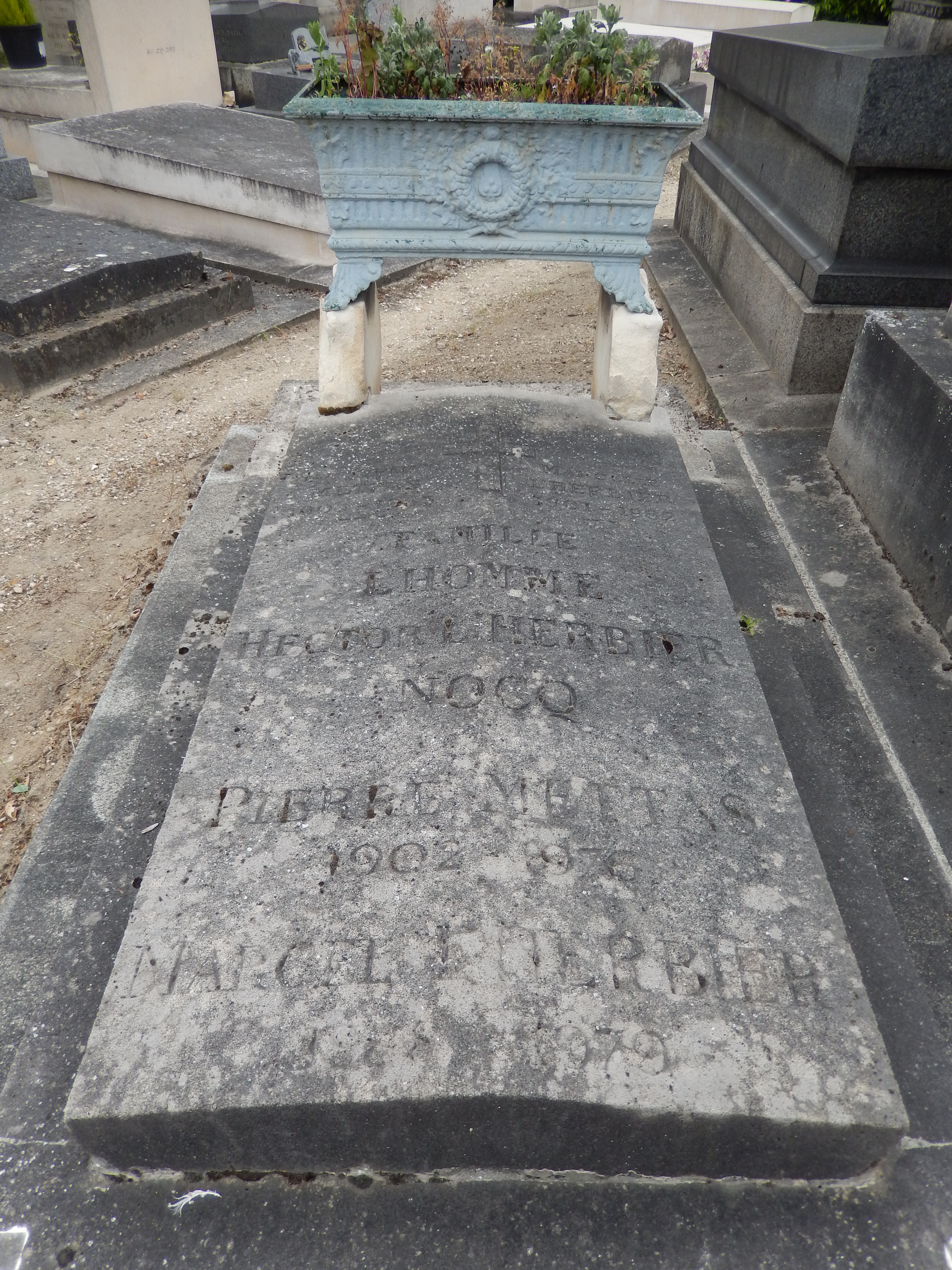
Grab auf dem Cimetière Montparnasse

1930 hatte L’Herbier mit L’Enfant de l’amour sein Tonfilmdebüt. Während der 1930er Jahre schuf er zahlreiche Mainstream-Produktionen. 1937 war er Mitgründer der Filmtechnikergewerkschaft CGT, deren Generalsekretär und Präsident er später wurde. Als sein wichtigster Beitrag für das französische Filmwesen gilt die von ihm 1943 initiierte Gründung der Filmschule Institut des hautes études cinématographiques (IDHEC). L’Herbier war 25 Jahre deren Präsident.
Von 1952 bis 1962 war L’Herbier für das französische, luxemburgische und schweizerische Fernsehen tätig. Er schrieb für Zeitungen und etablierte unter anderem die Kinospalte in Le Monde. 1978 veröffentlichte er seine Memoiren unter dem Titel La Tête qui tourne.

## Filmografie
Die Filme sind, soweit nicht anders angegeben, nach ihrem französischen Premierendatum aufgeführt. Die angeführten  italienischen Versionen wurden von L'Herbier parallel zur französischen Version gedreht.

### Stummfilme
- 1917: Phantasmes (Kurzfilm)
- 1918: Rose France
- 1919: Le Bercail
- 1920: Le Carnaval des vérités

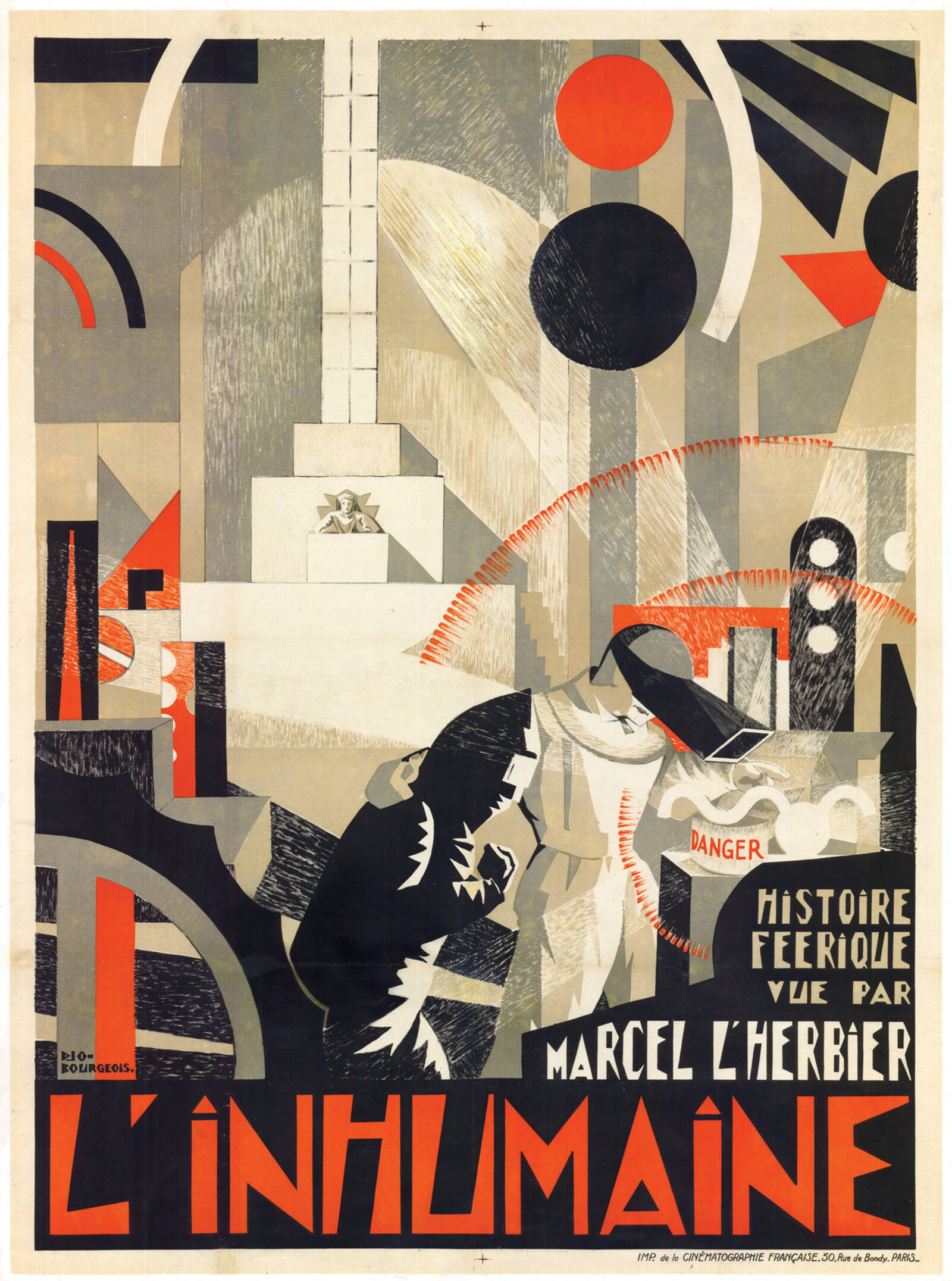
L'inhumaine

- 1920: L’Homme du large – Ein Mann der See (L’Homme du large)
- 1920: Villa Destin
- 1921: El Dorado (El Dorado)
- 1921: Prométhée … Banquier (Kurzfilm)
- 1922: Don Juan et Faust
- 1923: Résurrection
- 1924: Die Unmenschliche (L’Inhumaine)
- 1925: Die zwei Leben des Mathias Pascal (Feu Mathias Pascal)
- 1926: Sonja (Le Vertige)
- 1927: Le Diable au cœur
- 1928: Das Geld (L’Argent)
- 1929: Balalaikanächte (Nuit de princes)

### Tonfilme
- 1930: L’Enfant de l’amour
- 1930: La Femme d’une nuit (ital. Version: La donna di una notte, 1931)
- 1930: Le Mystère de la chambre jaune
- 1931: Le Parfum de la dame en noir
- 1933: L’Épervier
- 1934: Le Scandale
- 1934: Le Bonheur
- 1934: L’Aventurier
- 1935: Unter falschem Verdacht (La Route impériale)
- 1935: Zwischen Abend und Morgen (Veille d’armes)
- 1936: Children’s Corner, cinéphonie (Kurzfilm)
- 1936: La Porte du large
- 1936: Die neuen Männer (Les Hommes nouveaux)
- 1937: Eifersucht (Nuits de feu)
- 1937: La Citadelle du silence
- 1937: Gebrandmarkt (Forfaiture)
- 1938: Rasputin (La Tragédie impériale)
- 1938: Sacrifice d’honneur
- 1938: Adrienne Lecouvreur
- 1938: Terre de feu (veröff. 1942; ital. Version: Terra di fuoco, veröff. 1939)
- 1939: La Brigade sauvage
- 1939: Entente cordiale
- 1939: La Mode rêvée (Kurzfilm)
- 1940: Das Glück (La Comédie du bonheur, ital. Version: Ecco la felicità)
- 1941: Histoire de rire
- 1942: Die phantastische Nacht (La Nuit Fantastique)
- 1943: Die ehrbare Catherine (L’Honorable Catherine)
- 1943: La Vie de bohème (veröff. 1945)
- 1946: Zum kleinen Glück (Au petit bonheur)
- 1946: Das Halsband der Königin (L’Affaire du Collier de la Reine)
- 1948: La Revoltée
- 1950: Die letzten Tage von Pompeji (Les Derniers Jours de Pompéi)
- 1953: Le Père de Mademoiselle